# Hokus-Pokus-Trick
Im Fußball versteht man unter dem Hokus-Pokus-Trick eine Finte, die zur Verwirrung des gegnerischen Spielers führen soll. Dieser soll über die einzuschlagende Richtung des ballführenden Spielers getäuscht werden, mit dem Ziel, ihn in einer 1:1-Situation zu umgehen.

## Ablauf
Der ballführende Spieler bringt einen Fuß vor den ballführenden Fuß. Dann wird der Ball mit dem ballführenden Fuß hinter dem Körper vorbeigeführt. Mit der Neigung des Oberkörpers deutet der Ballführende an, er werde sich in dieselbe Richtung bewegen, wie der Ball.
Der Gegner soll glauben, dass sich der ballführende Spieler in diese Richtung bewegen wird. Idealerweise verlagert der Gegner dabei seinen Schwerpunkt. Der Fuß wird dann vom Ballführenden um den Ball herumgeführt, eingeknickt und der Ballführende drückt den Ball abrupt in die andere Richtung. Er zieht dann an dem Gegner in der neu eingeschlagenen Richtung vorbei.
Die richtige Durchführung dieser Finte erfordert eine sehr gute Koordination und eine hohe Geschwindigkeit. Wegen der Gefahr, den Ball zu verlieren, sollte er nur tief in der gegnerischen Hälfte angewendet werden.

## Anwendung
Die brasilianischen Nationalspieler Ronaldinho, Ronaldo und Neymar beherrschen diese Technik, ebenso der Portugiese Cristiano Ronaldo.